# Legion Narodowy
Legion Narodowy (fl. Légion Nationale) – flamandzkie faszystowskie ugrupowanie polityczne działające od 1922 r..
Legion Narodowy został założony w 1922 r. w Liège przez nacjonalistycznych weteranów I wojny światowej jako stowarzyszenie kombatanckie. W 1927 r. na jego czele stanął prawnik z Liège Paul Hoornaert, który przekształcił je w partię polityczną o charakterze faszystowskim. Powołał paramilitarne oddziały, tzw. Groupes mobiles (później Jeunes Gardes), liczące ok. 1 tys. członków, których członkowie nosili błękitne mundury, hełmy i pałki. Legion Narodowy w szczytowym momencie liczył ok. 4-5 tys. ludzi. Głosił hasła nowego narodowego porządku i narodowej rewolucji, występował przeciwko wszystkim parlamentarnym ugrupowaniom, w tym rexistom. Jego działacze założyli ok. 15 tzw. narodowych domów w całej Belgii, nawet we Flandrii oraz publikowali gazety w języku francuskim i flamandzkim.
Po najeździe Niemiec na Belgię 10 maja 1940 r., większość członków Legionu Narodowego przyłączyła się do ruchu oporu, jedynie niewielka część prowadziła kolaborację z okupantami. P. Hoornaert został aresztowany przez Niemców i zmarł w obozie koncentracyjnym w 1944 r.